# Launkalne
Launkalne este o arie protejată (arie specială de conservare — SAC, sit de importanță comunitară — SCI, arie de protecție specială avifaunistică — SPA) din Letonia întinsă pe o suprafață de 171,9 ha, integral pe uscat.

## Localizare
Centrul sitului Launkalne este situat la coordonatele 57°20′55″N 25°54′27″E / 57.3487°N 25.9074°E.

## Înființare
Situl Launkalne a fost declarat arie de protecție specială avifaunistică în decembrie 2002 pentru a proteja 15 specii de animale. Alte tipuri de protecție:
- sit de importanță comunitară (în mai 2004)
- arie specială de conservare (în mai 2004)[1][3][4]

## Biodiversitate
Situată în ecoregiunea boreală, aria protejată conține 8 habitate naturale: Cursuri de apă de la nivel de câmpie la nivel montan, cu vegetație Ranunculion fluitantis și Callitricho-Batrachion, Pajiști fino-scandinave uscate până la mezice, bogate în specii de altitudine mică, Pajiști aluvionare boreale nordice, Fânețe de joasă altitudine (Alopecurus pratensis, Sanguisorba officinalis), Păduri fino-scandinave bogate în ierburi cu Picea abies, Păduri de stejar sau de stejar și carpen sub-atlantice și medio-europene de Carpinion betuli, Păduri pe pante, grohotișuri și ravene de Tilio-Acerion, Păduri aluvionare cu Alnus glutinosa și Fraxinus excelsior (Alno-Padion, Alnion incanae, Salicion albae).
La baza desemnării sitului se află mai multe specii protejate:
- păsări (9): caprimulg (Caprimulgus europaeus), barză albă (Ciconia ciconia), cristeiul de câmp (Crex crex), ciocănitoare cu spate alb (Dendrocopos leucotos), ciocănitoarea de stejar (Dendrocopos medius), ciocănitoare neagră (Dryocopus martius), muscar (Ficedula parva), sfrâncioc roșiatic (Lanius collurio), silvie porumbacă (Sylvia nisoria)
- mamifere (1): vidră de râu (Lutra lutra)
- nevertebrate (2): Margaritifera margaritifera, Unio crassus
- pești (3): zglăvoacă (Cottus gobio), Lampetra fluviatilis, cicar (Lampetra planeri)

Pe lângă speciile protejate, pe teritoriul sitului au mai fost identificate 3 specii de plante, 1 specie de amfibieni, 2 specii de mamifere, 4 specii de nevertebrate, 1 specie de pești.